# Светецът
„Светецът“ (на английски: The Saint) е американски шпионски екшън трилър от 1997 г. на режисьора Филип Нойс, по сценарий на Джонатан Хенслей и Уесли Стрик, и участват Вал Килмър и Елизабет Шу.